# Resolució 1302 del Consell de Seguretat de les Nacions Unides
La Resolució 1302 del Consell de Seguretat de les Nacions Unides fou adoptada per unanimitat el 8 de juny de 2000. Després de recordar les resolucions pertinents anteriors sobre Iraq, incloses les resolucions 986 (1995), 1111 (1997), 1129 (1997), 1143 (1997), 1153 (1998), 1158 (1998) i 1175 (1998), 1210 (1998), 1242 (1999), 1266 (1999), 1281 (1999), 1284 (1999) i 1293 (1999) sobre el Programa Petroli per Aliments el Consell va ampliar les disposicions relatives a l'exportació de petroli iraquians o derivats del petroli a canvi d'ajuda humanitària durant 180 dies més.
El Consell de Seguretat estava convençut de la necessitat d'una mesura temporal per proporcionar assistència humanitària al poble iraquià fins que el Govern de l'Iraq compleixi les disposicions de la resolució 687 (1991) i hagi distribuït l'ajuda a tot el país per igual.
Actuant sota el Capítol VII de la Carta de les Nacions Unides, el Consell va ampliar el programa Petroli per Aliments per un període de sis mesos addicional que començava a les 00:01 EDT el 9 de juny de 2000 i finalitzava el 5 de desembre de 2000.
Els guanys de les vendes de petroli i altres operacions financeres es destinaran de forma prioritària en el context de les activitats de la Secretaria, de les quals el 13% s'utilitzaria per a les finalitats previstes a la Resolució 986. Fins als 600 milions de dòlars nord-americans, el dipòsit fiduciari es podria utilitzar per cobrir despeses raonables diferents de les que es paguen a l'Iraq.
La resolució, elaborada per França i el Regne Unit, va instar a tots els estats a continuar cooperant en la presentació ràpida de sol·licituds i emissió de certificats d'exportació que facilitessin el trànsit de subministraments humanitaris. També va fer una crida als països que adoptessin totes les mesures apropiades per garantir que el subministrament humanitari arribés al poble iraquià tan aviat com fos possible. Fou derrotat un intent de la Xina i Rússia d'escriure el llenguatge de resolució que hauria identificat les sancions de les Nacions Unides com a única causa de la situació a l'Iraq, ja que els membres del Consell van ser informats que l'Iraq havia obtingut 8.600 milions de dòlars estatunidencs de beneficis de vendes de petroli en els sis mesos anteriors.
Finalment, es va demanar al secretari general Kofi Annan que nomenés supervisors addicionals per aprovar els contractes d'exportació de petroli abans del 10 d'agost de 2000 i experts independents per preparar un informe abans del 26 de novembre de 2000 sobre la situació humanitària a l'Iraq.